# Direktruf
Mit Direktruf wird in der Nachrichtentechnik das Herstellen einer Nachrichtenverbindung zu einer festgelegten Gegenstelle zur Übertragung digitaler Nachrichten ohne Eingabe einer Zielinformation wie beispielsweise einer Rufnummer bezeichnet. Dabei handelt es sich um eine Standleitung als Vermittlungstechnisches Leistungsmerkmal. Die Verbindung wird von einer Vermittlungsstelle in einem Nachrichtennetz geschaltet.
Das westdeutsche Direktrufnetz und deren Gebührenordnung wurde 1974 gesetzlich für die Deutsche Bundespost geregelt. Neben einer Grund- und Einrichtungsgebühr richteten sich die Gebühren nach Bandbreite der Leitung (50 – 48.000 Bit/s) und Distanz (Kilometer). Es war wegen Wettbewerbsbedenken (Endgerätemonopol, Netzmonopol) umstritten, wurde aber 1977 vom Bundesverfassungsgericht als mit dem Grundgesetz vereinbar bestätigt.